# Grand (Vosges)
Pour l’article homonyme, voir Grand.
Grand est une commune française située dans le département des Vosges, en région Grand Est.
Ses habitants sont appelés les Grandésinois ou plus couramment Grandésiniens, par référence à l'ancien nom de Grand, la ville gallo-romaine d'Andesina, très grande cité inscrite sur la carte de Peutinger, lieu d'importantes fouilles archéologiques sur le site archéologique de Grand.

## Géographie

### Localisation
La commune se situe à 22 km à l'ouest de Neufchâteau, aux confins du département des Vosges, à la limite du département de la Haute-Marne et de la Meuse.

### Géologie et relief
La commune se compose de 58,11 hectares de territoires artificialisés (1,58 %), 1 066,67 hectares de territoires agricoles (29,09 %) et 2 542,49 hectares de forêts et milieux semi-naturels (2 542,49 %).
Espaces naturels :
- Trois zones naturelles d'intérêt écologique, faunistique et floristique (Znieff) :

Gîtes à chiroptères de Midrevaux,
Forêts domaniales de Vaucouleurs, de Montigny, du Vau, des Bâtis et de Maupas,
Rivière La Maldive à Dainville-Bertheleville.
Le village de Grand est situé sur un plateau calcaire entouré de forêts.
Neuf cavités naturelles existent sur la commune.

### Hydrographie et les eaux souterraines
Hydrogéologie et climatologie : Système d’information pour la gestion des eaux souterraines du bassin Rhin-Meuse :
Territoire communal : Occupation du sol (Corinne Land Cover); Cours d'eau (BD Carthage),
Géologie : Carte géologique; Coupes géologiques et techniques,
 Hydrogéologie : Masses d'eau souterraine; BD Lisa; Cartes piézométriques.
La commune est située pour partie dans le bassin versant de la Meuse au sein du bassin Rhin-Meuse et pour partie dans le  la région hydrographique « La Seine de sa source au confluent de l'Oise (exclu) » au sein du bassin Seine-Normandie. Elle est drainée par l'Ornain,.
L'Ornain, d'une longueur totale de 115,9 km, prend sa source dans la commune  et se jette dans la Saulx à Étrepy, après avoir traversé 36 communes.

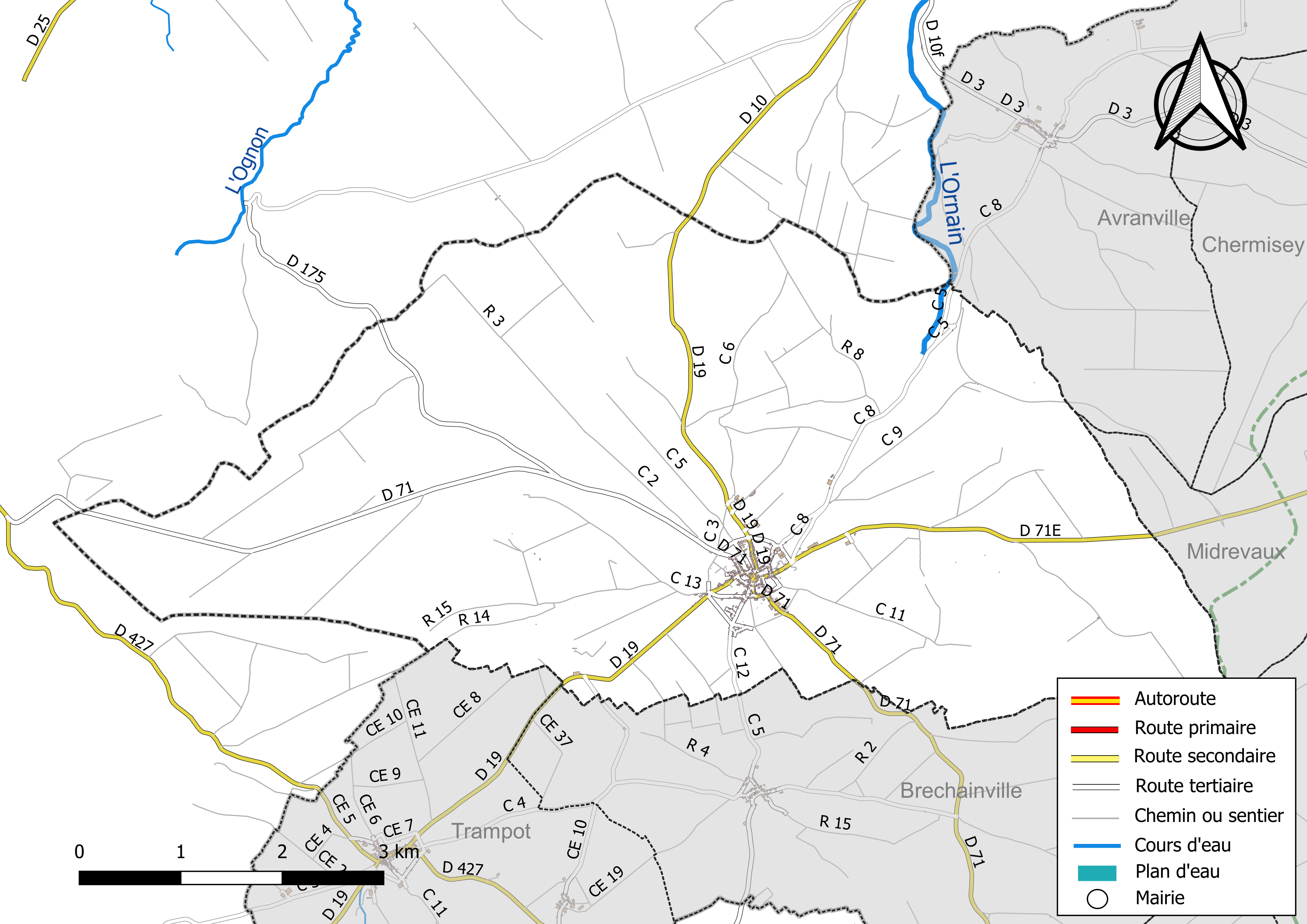
Réseaux hydrographique et routier de Grand.

La qualité des eaux de baignade et des cours d’eau peut être consultée sur un site dédié géré par les agences de l’eau et l’Agence française pour la biodiversité.

### Climat
Pour des articles plus généraux, voir Climat du Grand Est et Climat des Vosges.
En 2010, le climat de la commune est de type climat de montagne, selon une étude du Centre national de la recherche scientifique s'appuyant sur une série de données couvrant la période 1971-2000. En 2020, Météo-France publie une typologie des climats de la France métropolitaine dans laquelle la commune est exposée à un climat océanique altéré et est dans la région climatique  Lorraine, plateau de Langres, Morvan, caractérisée par un hiver rude (1,5 °C), des vents modérés et des brouillards fréquents en automne et hiver.
Pour la période 1971-2000, la température annuelle moyenne est de 9,3 °C, avec une amplitude thermique annuelle de 16,8 °C. Le cumul annuel moyen de précipitations est de 1 035 mm, avec 13,2 jours de précipitations en janvier et 9,6 jours en juillet. Pour la période 1991-2020, la température moyenne annuelle observée sur la station météorologique de Météo-France la plus proche, « Busson_sapc », sur la commune de Busson à 11 km à vol d'oiseau, est de 10,1 °C et le cumul annuel moyen de précipitations est de 1 085,5 mm. 
La température maximale relevée sur cette station est de 39,1 °C, atteinte le 25 juillet 2019 ; la température minimale est de −17,7 °C, atteinte le 5 janvier 1995,,.
Les paramètres climatiques de la commune ont été estimés pour le milieu du siècle (2041-2070) selon différents scénarios d'émission de gaz à effet de serre à partir des nouvelles projections climatiques de référence DRIAS-2020. Ils sont consultables sur un site dédié publié par Météo-France en novembre 2022.

### Sismicité
Commune située dans une zone de sismicité très faible.

## Urbanisme

### Typologie
Au 1er janvier 2024, Grand est catégorisée commune rurale à habitat dispersé, selon la nouvelle grille communale de densité à sept niveaux définie par l'Insee en 2022.
Elle est située hors unité urbaine. Par ailleurs la commune fait partie de l'aire d'attraction de Neufchâteau, dont elle est une commune de la couronne,. Cette aire, qui regroupe 72 communes, est catégorisée dans les aires de moins de 50 000 habitants,.

### Occupation des sols
L'occupation des sols de la commune, telle qu'elle ressort de la base de données européenne d’occupation biophysique des sols Corine Land Cover (CLC), est marquée par l'importance des forêts et milieux semi-naturels (69,2 % en 2018), une proportion identique à celle de 1990 (69,2 %). La répartition détaillée en 2018 est la suivante : 
forêts (64,7 %), terres arables (20,3 %), prairies (8,9 %), milieux à végétation arbustive et/ou herbacée (4,5 %), zones urbanisées (1,6 %). L'évolution de l’occupation des sols de la commune et de ses infrastructures peut être observée sur les différentes représentations cartographiques du territoire : la carte de Cassini (XVIIIe siècle), la carte d'état-major (1820-1866) et les cartes ou photos aériennes de l'IGN pour la période actuelle (1950 à aujourd'hui).

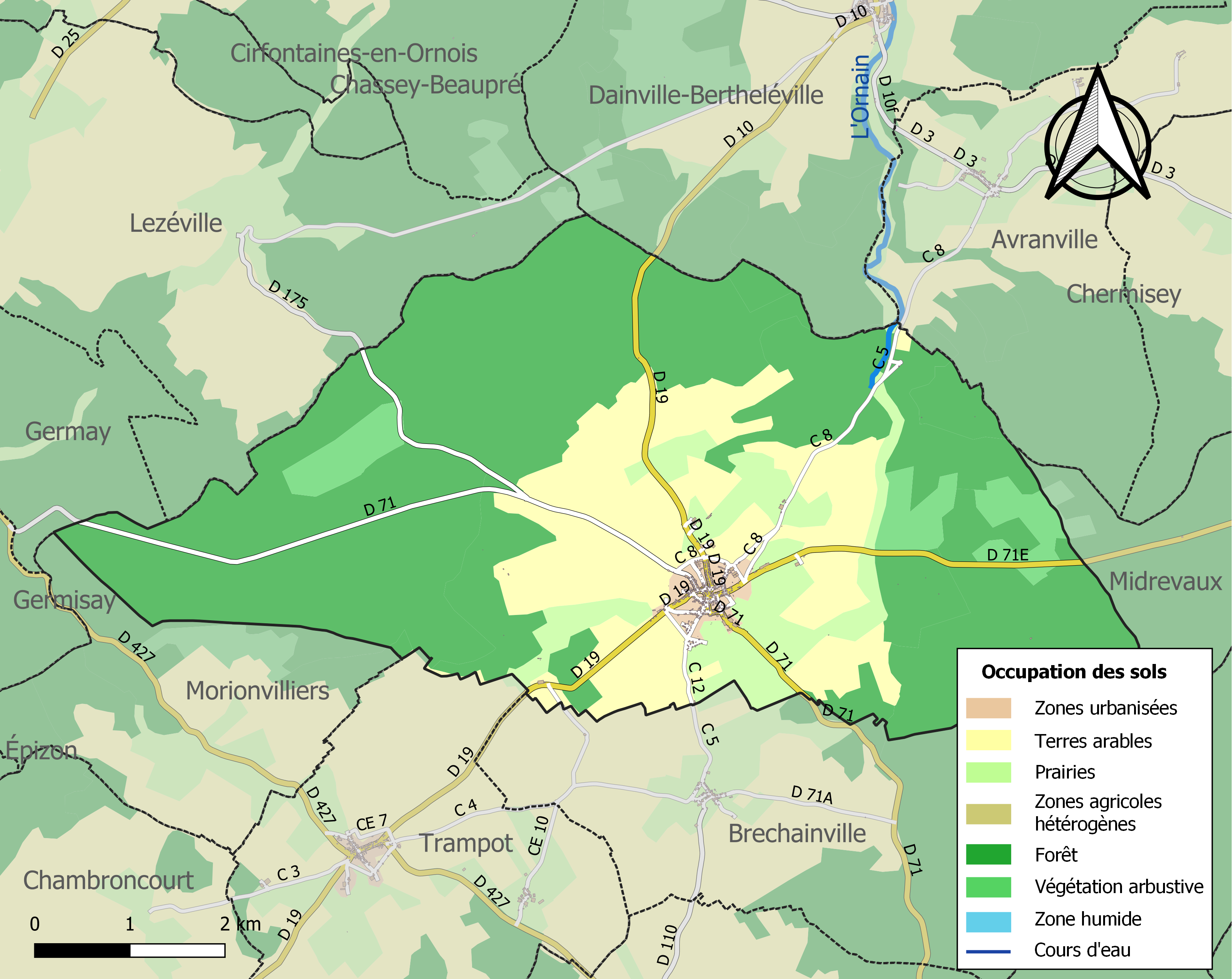
Carte des infrastructures et de l'occupation des sols de la commune en 2018 (CLC).

### Voies de communications et transports

#### Voies routières
- A31 (aussi appelée autoroute de Lorraine-Bourgogne). Échangeur Bulgnéville, vers Vittel.
- D71e vers Neufchâteau[21].

#### Transports en commun
- Fluo Grand Est.

#### Lignes SNCF

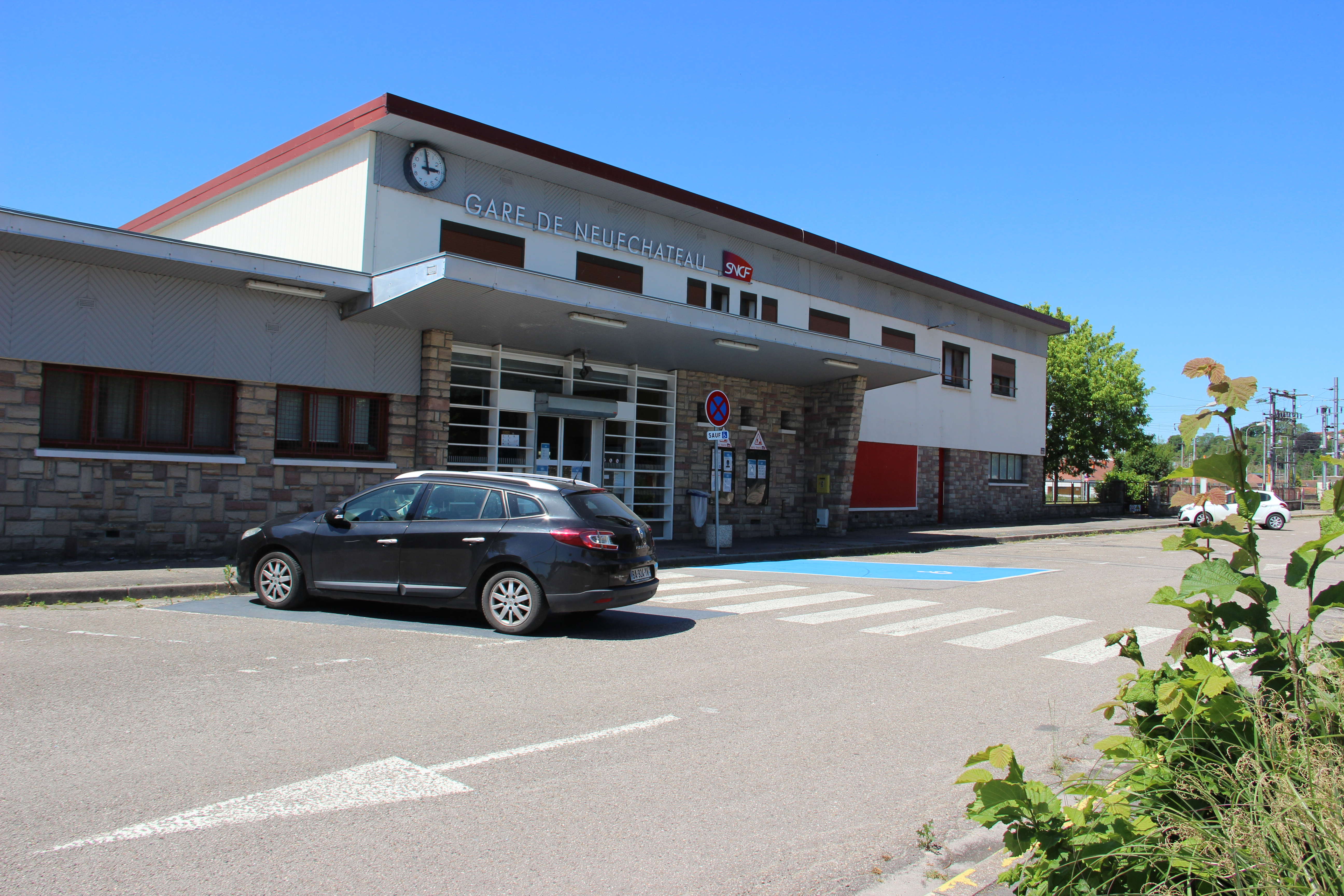
Gare de Neufchâteau.

- Gare de Neufchâteau,
- Gare de Fronville - Saint-Urbain,
- Gare de Donjeux,
- Gare de Gudmont,
- Gare de Joinville.

#### Transports aériens
- L'Aéroport d'Épinal-Mirecourt « Vosges Aéroport ».

À partir de l'été 2021, l’aéroport d’Épinal-Mirecourt est devenu le "pélicandrome" de la Zone Est et servira ainsi de base de ravitaillement et d’intervention pour les avions bombardiers d’eau connus sous le nom de Dash 8.
- Aérodrome de Langres - Rolampont.

## Toponymie
Le nom de la localité est attesté sous les formes Grannum (IVe siècle) ; Granno (ép. mérov.) ; Grandis (1180).

Le site est occupé sous l'Antiquité par la ville thermale gallo-romaine d,Andesina, qui figure sur la table de Peutinger. Le toponyme actuel de Grand dérive du sanctuaire dédié à Apollon Grannus qui existait à Andesina. Cette hypothèse émise au début du XXe siècle par l'historien Camille Jullian a été confirmée ensuite par l'archéologue Albert Grenier grâce aux inscriptions découvertes à Grand.

## Histoire

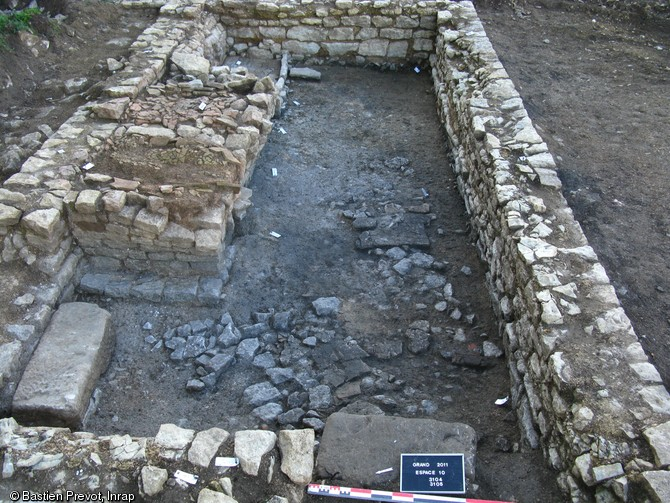
Cuisine de la villa romaine Fontainotte à Grand.

Au temps de l'Empire romain, Grand était une importante cité religieuse, peuplée à l'époque d'environ 20 000 habitants. Elle disposait d'un amphithéâtre de 17 000 places, d'une basilique avec une mosaïque restée sur son emplacement d'origine, une des plus étendues et coloriées d'Europe occidentale, et probablement d'un temple très important dédié au dieu Apollon, établi sur une source gauloise. Grand a reçu la visite de plusieurs empereurs romains, puis la cité est tombée dans l'oubli au cours du Moyen Âge. Sa situation à l'écart des routes commerciales, sur un plateau calcaire isolé, explique que sa population soit tombée à environ 400 habitants. Ses importants vestiges archéologiques font l'objet d'études dans le cadre du site archéologique de Grand.
Le nom antique de Grand serait Andesina selon la « Table de Peutinger », carte routière de l'époque romaine recopiée au Moyen Âge.
Les nombreux témoignages de la présence romaine dans les villages environnants ne font que confirmer la situation de ce centre gallo-romain au croisement de voies terrestres militaires et commerciales : Liffol-le-Grand, Soulosse-sous-Saint-Élophe, Naix-aux-Forges...
Il a en effet pris une importance notable comme l'attestent les vestiges d'aménagement hydraulique et de lieux de spectacles, sans commune mesure avec la localité à l'époque contemporaine. Longtemps considéré par les archéologues et les historiens comme étant une ville-sanctuaire, dédiée au dieu Apollon et à son homologue Grannus, le temple en question n'a pourtant pas été retrouvé (il se trouverait en dessous de l'église actuelle). On considère toutefois la cité antique comme une agglomération secondaire, comprenant environ 20 000 habitants.
Andesina se trouvait sur le territoire des Leuques et ce plateau sans rivière était alimenté en eau par des aqueducs souterrains,.
Quelques périodes ou dates religieuses sont proposées :
- 80 : construction de l'amphithéâtre débutant sous le règne de l'empereur Titus ;
- 213 : hypothèse (infirmée par les historiens actuels) du passage de Caracalla à Grand ;
- 310 : visite de l'empereur Constantin Ier au sanctuaire de Grand, rapportée par le panégyrique de 310[28] ;
- octobre 362 : selon une tradition médiévale, persécution légendaire sous le règne de l'empereur Julien de sainte Libaire et de ses frères (Euchaire et Élophe) et sœurs (Menne, Suzanne, Ode, Gontrude). Ce massacre inclurait plus de deux mille victimes ;
- 1789 : colmatage de la source miraculeuse de sainte Libaire[29].

L'essentiel de la redécouverte de cette cité gallo-romaine oubliée se place dans les deux derniers siècles au plan archéologique.
En 2012, le conseil municipal engage les procédures afin de renommer la commune « Grand-la-Romaine ». Le dossier a été déposé en préfecture sans que, après avis du sous-préfet de l'arrondissement de Neufchâteau, la consultation préalable de la population annoncée par le maire ait été organisée (voir les Potins du conseil du 15 juin 2012). Le conseil général des Vosges, consulté en 2013, a émis un avis favorable. Les autres autorités consultées ne se sont pas encore prononcées. La décision sera prise par décret en Conseil d'État (article L.2111-1 du code général des collectivités territoriales).

## Politique et administration

### Liste des maires

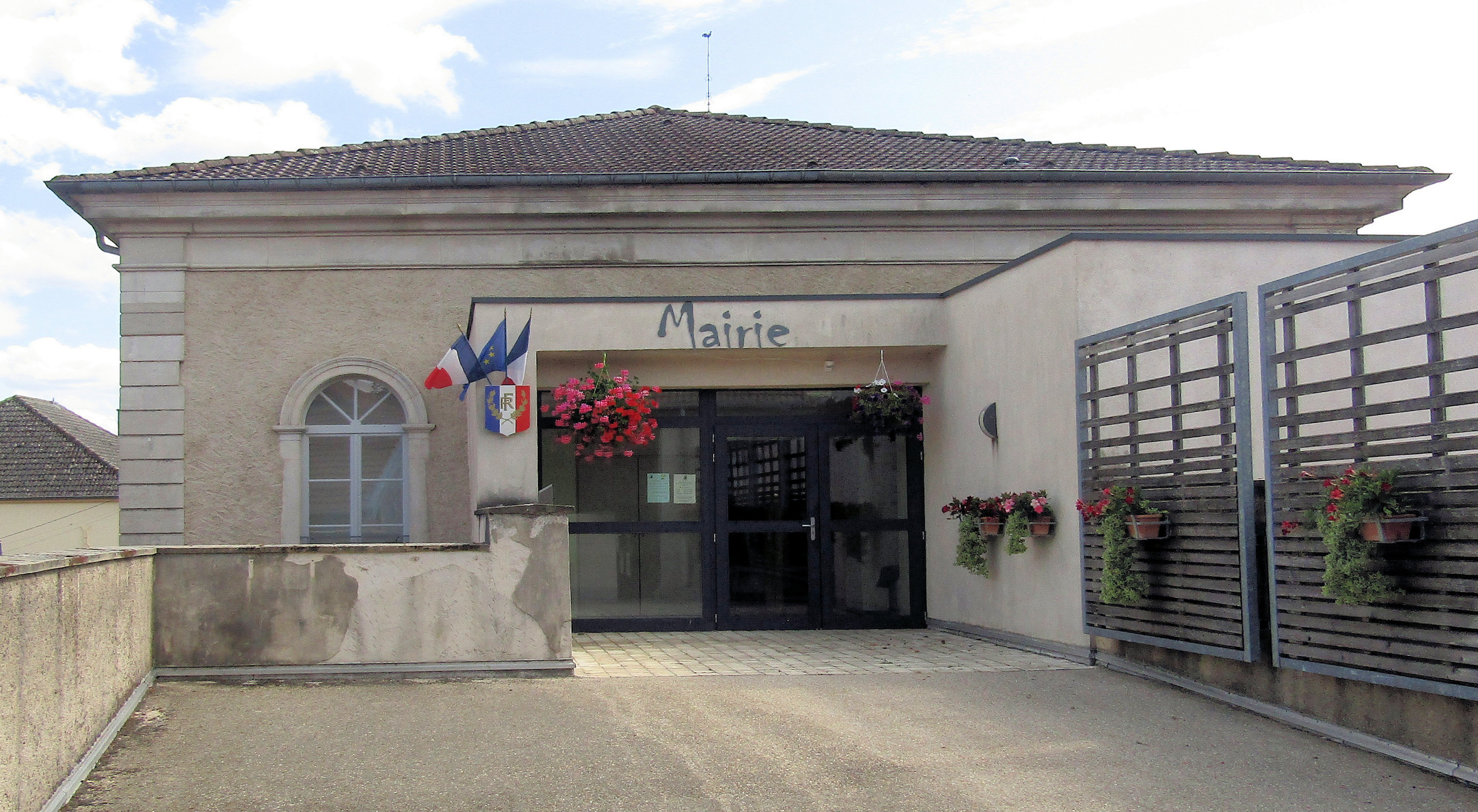
La mairie.

| Période                                  | Période   | Identité                     | Étiquette | Qualité                       |
| ---------------------------------------- | --------- | ---------------------------- | --------- | ----------------------------- |
| Les données manquantes sont à compléter. |           |                              |           |                               |
| 1971                                     | mars 2001 | Guy Lejeune                  | DVD       | Fabricant de meubles en chêne |
| mars 2001                                | mars 2008 | François Florion (1951-2015) |           | Agriculteur                   |
| mars 2008                                | mars 2014 | Jean-Louis Mongin            |           |                               |
| mars 2014                                | En cours  | Didier Poilpré               |           | Agriculteur                   |

### Budget et fiscalité 2023
En 2023, le budget de la commune était constitué ainsi :
- total des produits de fonctionnement : 318 000 €, soit 888 € par habitant ;
- total des charges de fonctionnement : 241 000 €, soit 673 € par habitant ;
- total des ressources d'investissement : 8 000 €, soit 24 € par habitant ;
- total des emplois d'investissement : 14 000 €, soit 40 € par habitant ;
- endettement : 51 000 €, soit 143 € par habitant.

Avec les taux de fiscalité suivants :
- taxe d'habitation : 19,20 % ;
- taxe foncière sur les propriétés bâties : 32,60 % ;
- taxe foncière sur les propriétés non bâties : 16,72 % ;
- taxe additionnelle à la taxe foncière sur les propriétés non bâties : 0,00 % ;
- cotisation foncière des entreprises : 0,00 %.

Chiffres clés Revenus et pauvreté des ménages en 2021 : médiane en 2021 du revenu disponible, par unité de consommation : 18 560 €.

### Politique environnementale
Avec Rouvres-en-Xaintois, Aouze et Soulosse-sous-Saint-Élophe, Grand est l'une des quatre communes vosgiennes à avoir manifesté son intérêt pour les investigations conduites par l'ANDRA dans le cadre de la recherche d'un site susceptible d'accueillir un centre d'enfouissement de déchets nucléaires de type FA-VL (Faible Activité Vie Longue). Les deux premières communes se sont désistées.
À la suite de la candidature de Grand en 2008 pour l'accueil d'un centre d'enfouissement de déchets de type FA-VL, une association de protection contre ce projet s'est constituée : l'ASODEDRA (association pour la sensibilisation de l'opinion sur les dangers de l'enfouissement des déchets radioactifs). Cette dernière communique notamment pas le biais de campagnes d'affichage et milite pour le retrait de la délibération initiale de candidature par le conseil municipal,.
Le nouveau conseil municipal issu du scrutin de mars 2014 a adopté le 4 juin 2014, à l'unanimité des membres présents et représentés (9), une délibération qui annule la candidature de Grand décidée par l'ancien conseil le 2 juillet 2008.

## Population et société

### Démographie

#### Évolution démographique
L'évolution du nombre d'habitants est connue à travers les recensements de la population effectués dans la commune depuis 1793. Pour les communes de moins de 10 000 habitants, une enquête de recensement portant sur toute la population est réalisée tous les cinq ans, les populations de référence des années intermédiaires étant quant à elles estimées par interpolation ou extrapolation. Pour la commune, le premier recensement exhaustif entrant dans le cadre du nouveau dispositif a été réalisé en 2007.

En 2022, la commune comptait 364 habitants, en évolution de −1,62 % par rapport à 2016 (Vosges : −2,96 %, France hors Mayotte : +2,11 %).
| 1793  | 1800  | 1806  | 1821  | 1831  | 1836  | 1841  | 1846  | 1856  |
| ----- | ----- | ----- | ----- | ----- | ----- | ----- | ----- | ----- |
| 1 079 | 1 164 | 1 174 | 1 209 | 1 254 | 1 300 | 1 314 | 1 292 | 1 244 |

| 1861  | 1866  | 1876  | 1881  | 1886  | 1891  | 1896  | 1901 | 1906 |
| ----- | ----- | ----- | ----- | ----- | ----- | ----- | ---- | ---- |
| 1 270 | 1 259 | 1 195 | 1 193 | 1 182 | 1 130 | 1 070 | 974  | 917  |

| 1911 | 1921 | 1926 | 1931 | 1936 | 1946 | 1954 | 1962 | 1968 |
| ---- | ---- | ---- | ---- | ---- | ---- | ---- | ---- | ---- |
| 821  | 645  | 631  | 635  | 616  | 568  | 581  | 577  | 629  |

| 1975 | 1982 | 1990 | 1999 | 2006 | 2007 | 2012 | 2017 | 2022 |
| ---- | ---- | ---- | ---- | ---- | ---- | ---- | ---- | ---- |
| 593  | 595  | 540  | 509  | 465  | 459  | 406  | 360  | 364  |

### Enseignement
Établissements d'enseignements :
- Écoles maternelles et primaires à Grand.
- Collèges à Liffol-le-Grand, Gondrecourt-le-Château, Neufchâteau, Doulaincourt-Saucourt.
- Lycées à Neufchâteau.

### Santé
Professionnels et établissements de santé :
- Médecins à Grand, Liffol-le-Grand, Gondrecourt-le-Château, Coussey, Neufchâteau.
- Pharmacies à Liffol-le-Grand, Gondrecourt-le-Château, Coussey, Neufchâteau.
- Hôpitaux à Neufchâteau, Joinville, Riaucourt, Chaumont, Vittel.

### Cultes
- Culte cathiolique, Paroisse Saint-Pierre-et-Saint-Paul-au-seuil-de-la-Lorraine[42], Diocèse de Saint-Dié.

## Économie

### Entreprises et commerces

#### Commerces
- Commerces et services de proximité[43].

## Culture locale et patrimoine

### Lieux et monuments

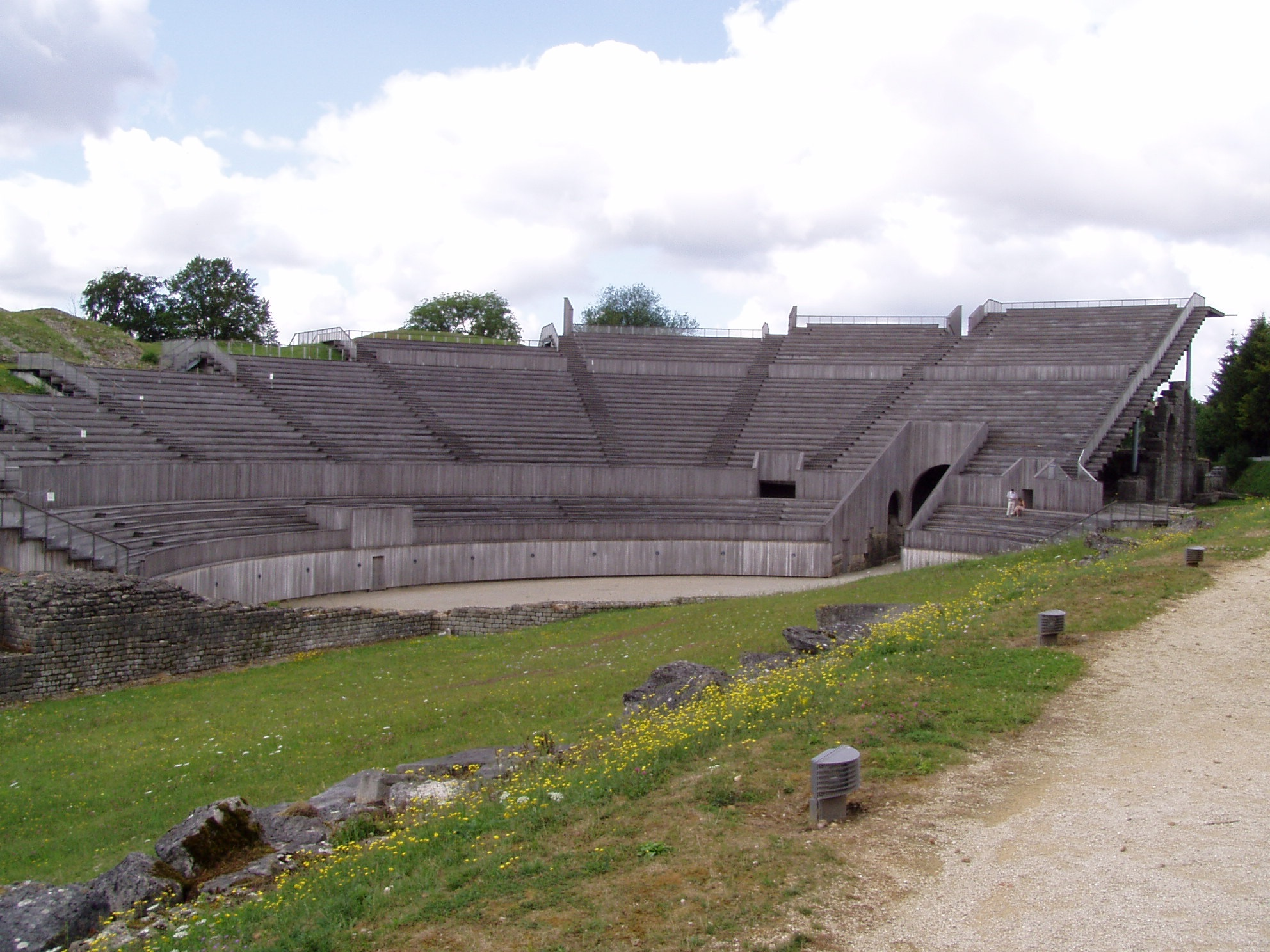
Grand, amphithéâtre romain.

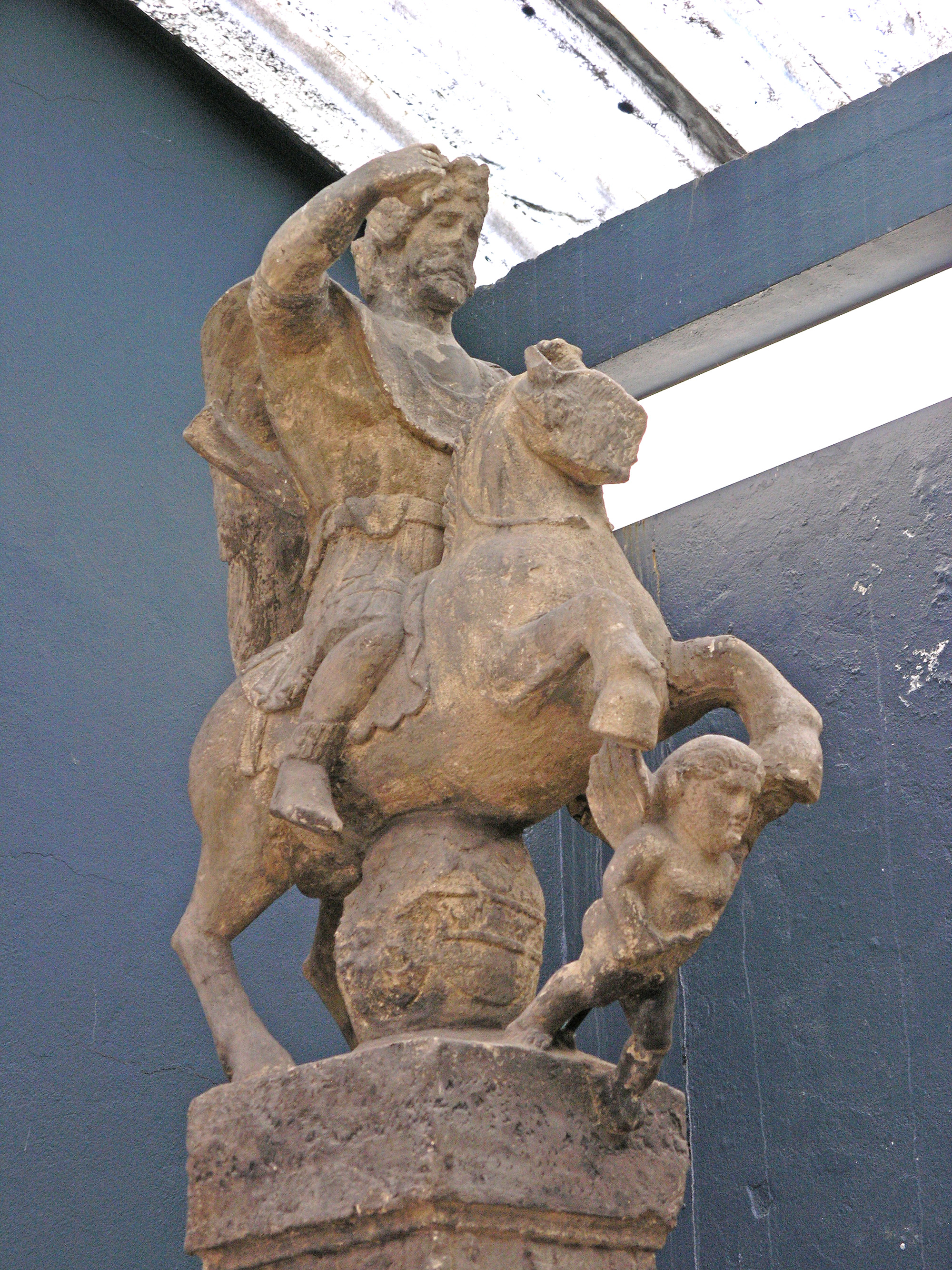
Statue équestre de Jupiter (Musée lorrain).

- Amphithéâtre datant du Ier siècle et restauré à partir de 1963. Avec sa capacité de 17 000 places, il se classe parmi les dix plus vastes du monde romain. En 1995, une couverture de gradins en bois a été installée dans un souci de préservation. Il fait partie des « semi-amphithéâtres ». classé monument historique par liste de 1846[44].

- Une mosaïque de 232 m2 a été dégagée en 1883, une des plus grandes en Europe. Elle est classée monument historique par arrêté du 19 janvier 1884[45].

- Vestiges de remparts qui entouraient initialement le village (la « voie close »)
- Église Sainte-Libaire construite sur un site antique (occupé par un temple d'Apollon) entre la fin du XVe siècle et la première moitié du XVIe siècle, restaurée à la fin du XVIIIe siècle[46], classée au titre des monuments historiques par arrêté du 8 novembre 1994[47],[48].
- Chapelle du cimetière dite Chapelle Sainte-Libaire, datant du XVe siècle, classée en totalité au titre des monuments historiques par arrêté du 23 mai 2005[49],[50],[51].
- Villa romaine de la Fontainotte, datant de la fin du Ier siècle et du début du IIe siècle[52], dont les fouilles en 2011[53] dégagèrent des vestiges inscrits en totalité au titre des monuments historiques par arrêté du 18 juillet 2013[54].
- Patrimoine rural recensé par le service régional de l'Inventaire général du patrimoine culturel[55].

### Personnalités liées à la commune
- Étienne Pariset, né le 5 août 1770 à Grand et mort à Paris en 1847, est un médecin français, connu pour être le fondateur de la Société protectrice des animaux.
- Victor Mourot, prêtre, écrivain johannique[56].
- Médaillés de Sainte-Hélène[57].

### Héraldique, logotype et devise
Blasonnement, sur nos-blasons-lorrains.fr/

## Pour approfondir